# Adelmann von Adelmannsfelden

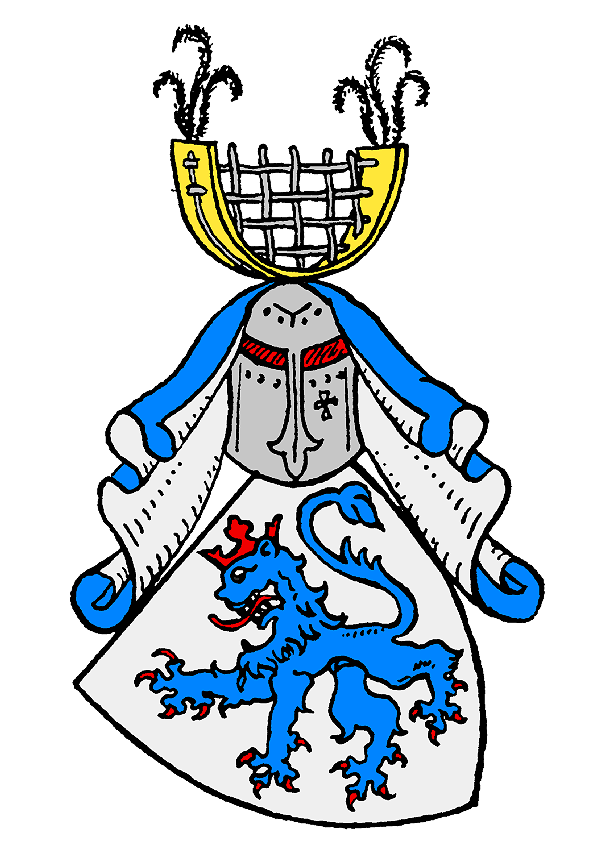
Stammwappen der Adelmann von Adelmannsfelden

Adelmann von Adelmannsfelden ist der Name eines schwäbischen Adelsgeschlechts. Das Geschlecht gehört zum Uradel im Virngrund. Zweige der Familie bestehen bis heute.

## Geschichte

### Herkunft

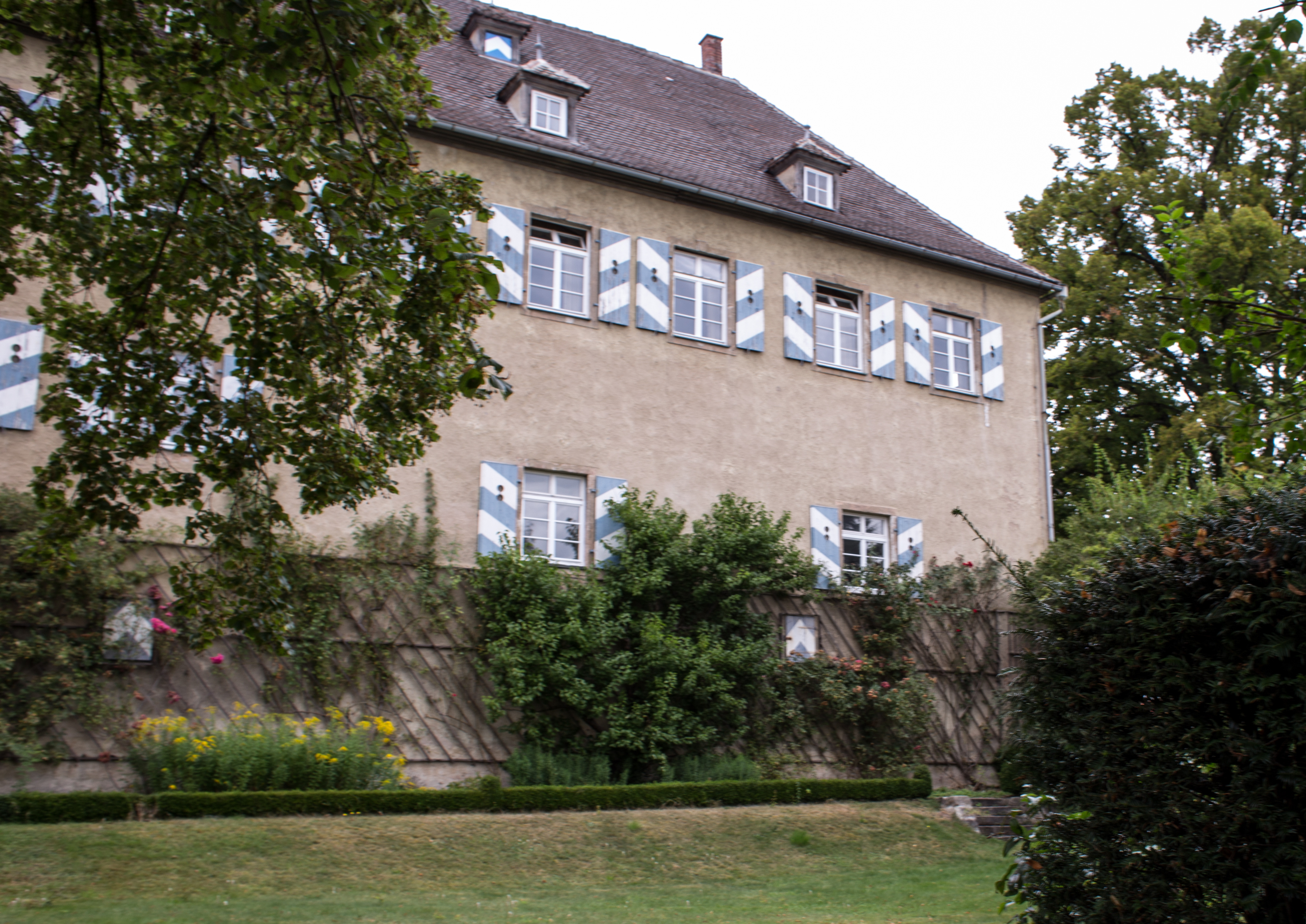
Schloss Adelmannsfelden

Ursprünglicher Stammsitz der Familie war eine Burg in Adelmannsfelden bei Ellwangen. Als erster Angehöriger erscheint Sigefriedus de Adelmanesvelden 1118 bis 1136 urkundlich. Die ununterbrochene Stammreihe beginnt mit Sifriedus de Adelmanesfelden, Ministerialer des Reiches, der 1236 in Urkunden genannt wird.
Der Stammsitz, die Burg Adelsmannsfelden, wurde bereits Mitte des 14. Jahrhunderts aufgegeben und fiel an die Grafen von Oettingen. Im Jahre 1882 gelang der Familie der Wiedererwerb des alten Stammsitzes Adelmannsfelden. Das Schloss Adelmannsfelden wird bis heute bewohnt.

### Ausbreitung und Besitzungen

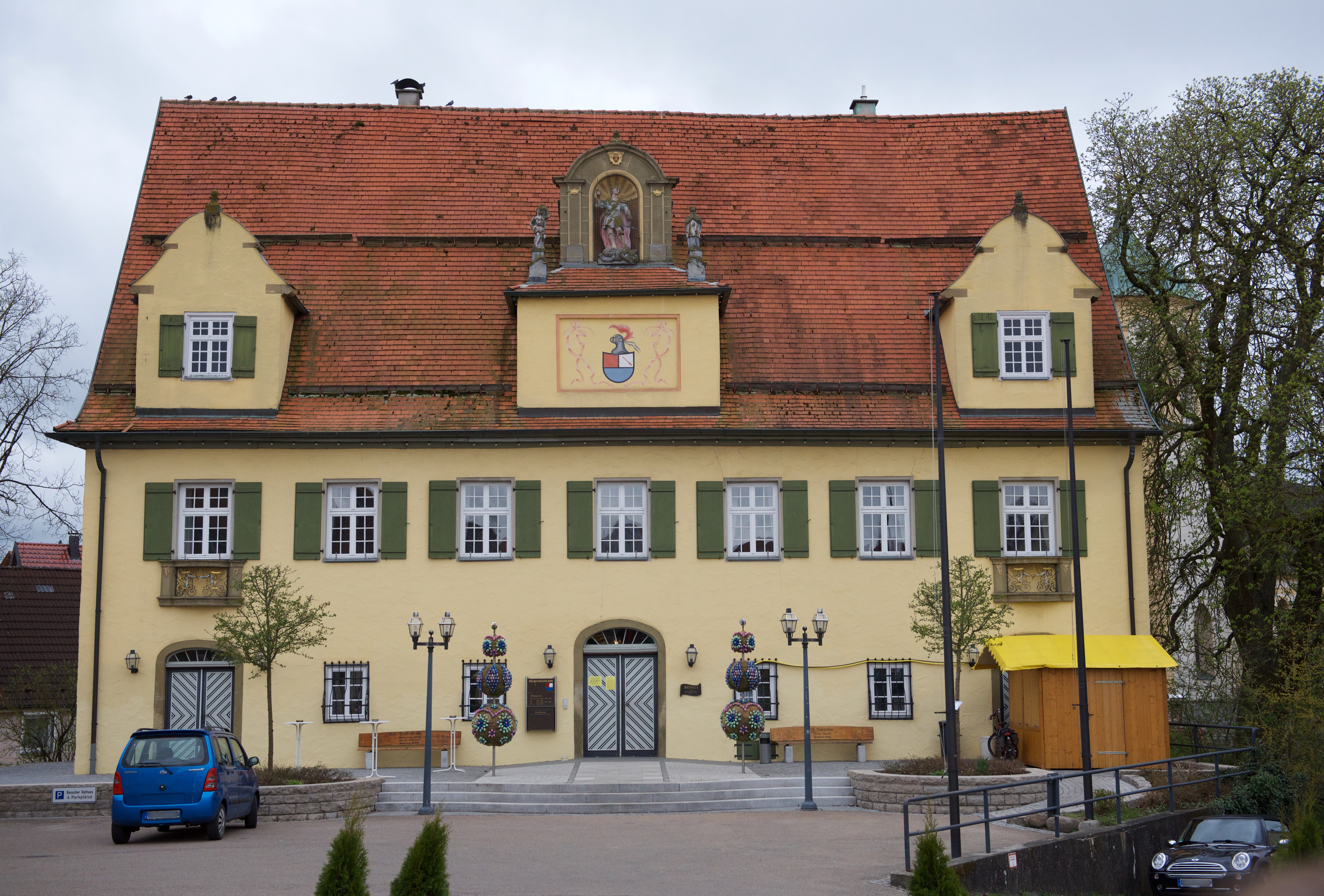
Schloss Schechingen

Mitglieder der Familie gelangten 1385 nach Neubronn, das sie bis 1638 hielten.
Ab 1435 ließen sie sich auch in Schechingen nieder, wo die alte Burg noch bis 1640 bewohnt wurde, danach jedoch zerfiel. Das heutige barocke Schloss Schechingen wurde 1759 von Philipp Alois von Adelmann errichtet. Es blieb bis 1939 im Besitz der Familie.
Von 1470 bis 1526 war auch die Burg Rechenberg in Stimpfach als Lehen der Fürstpropstei Ellwangen im Familienbesitz.

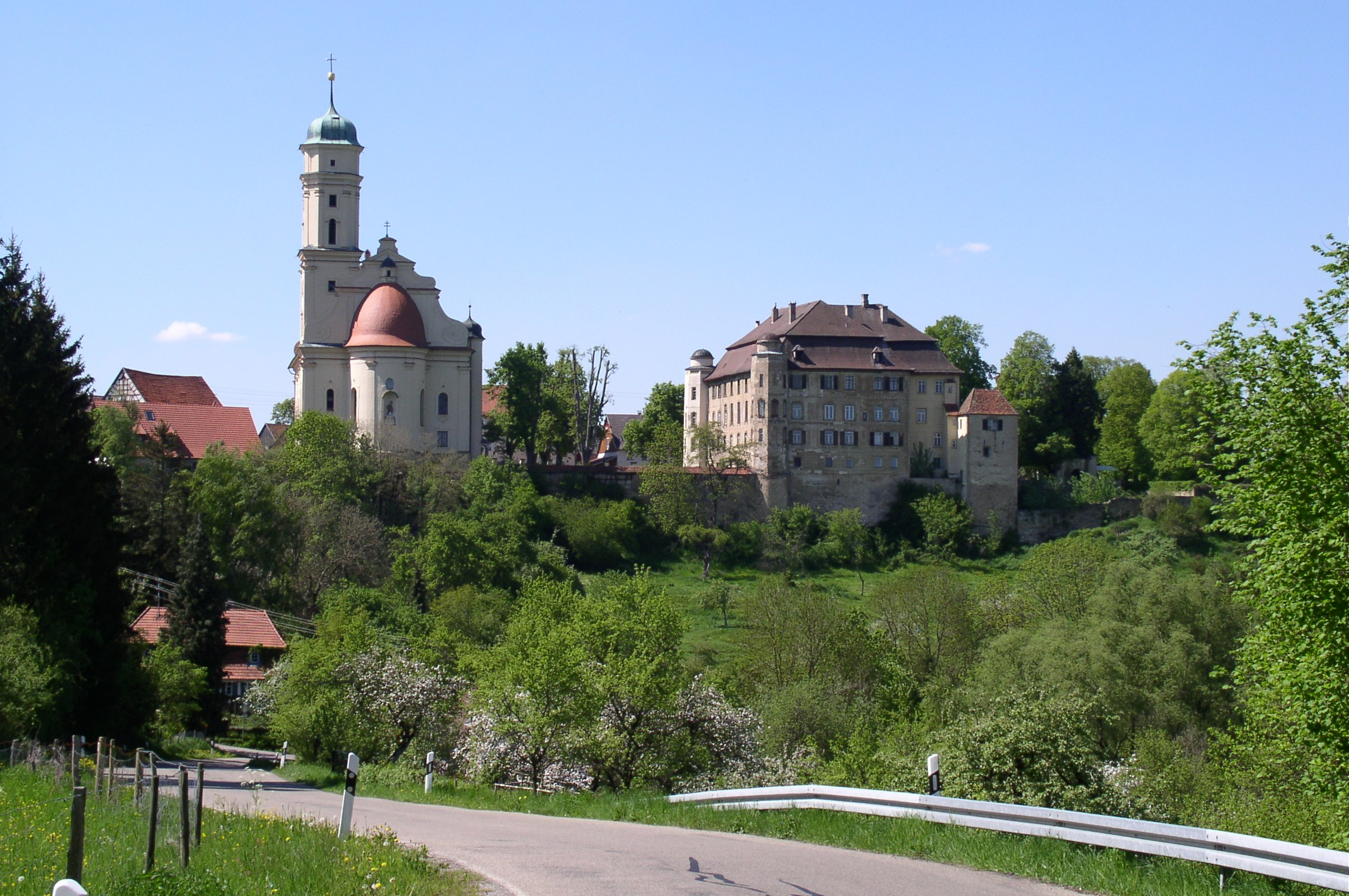
Schlosskirche und Schloss Hohenstadt

1530 gelangte Hohenstadt am Kocher in den Besitz der Adelmänner. Durch das 1582 verliehene Gerichtsstandsprivileg galt der Besitz als „reichsfrei“ bis zum Ende des Alten Reiches 1806. Ab 1590 baute Wolf Kaspar Adelmann die dortige mittelalterliche Burg zum Schloss Hohenstadt aus. Es erhielt nach zwei Umbauten im 16. und 17. Jahrhundert seine heutige barockisierte Form um 1760. Der bereits 1549 erwähnte „Heckengarten“ wurde 1756 in französischem Stil umgewandelt und 1760 mit einem Lusthaus versehen. Schechingen und Hohenstadt wurden ab 1575 evangelisch, kehrten jedoch 1636 zur katholischen Kirche zurück. Der gemeinschaftliche Familienfideikommiss – in Majoratsbesitz – der Rittergüter Schechingen und Hohenstadt (gemäß Familienstatut von 1891) ist aufgelöst. Schloss Hohenstadt wird von der Familie noch heute bewohnt. Besitzer ist derzeit Reinhard Graf Adelmann von Adelmannsfelden.
Außerdem konnten Angehörige des Geschlechts die Güter Reichenbach, Dewangen, Faulherrnhof und Rodamsdörfle (heute alles Ortsteile von Aalen) erwerben, diese wurden aber schon 1657 wieder verkauft. Wegen des Besitzes bzw. Teilbesitzes dieser Herrschaften waren die Adelmann Mitglied der Reichsritterschaft im Ritterkanton Kocher des schwäbischen Ritterkreises.
Johann Adelmann von Adelmannsfelden war Anfang des 16. Jahrhunderts Deutschmeister des Deutschen Ordens auf Schloss Horneck. Bernhard Adelmann von Adelmannsfelden (1459–1523) war Domherr zu Eichstätt und Augsburg und stand mit Martin Luther in regem Briefwechsel. 1519 veranlasste er die Schrift „Canonici indocti Lutherani“ des Ökolampadius gegen Johannes Eck. Er wurde 1520 in die Bannandrohungsbulle „Exsurge Domine“ von Papst Leo X. aufgenommen.
Konrad Adelmann von Adelmannsfelden (1462–1547) wurde Domherr zu Eichstätt. Er war wie sein Bruder Bernhard ein bekannter zeitgenössischer Humanist und verfasste unter anderem einen Bericht über den Reichstag zu Augsburg von 1518 und eine Schrift über die Türken (1525).

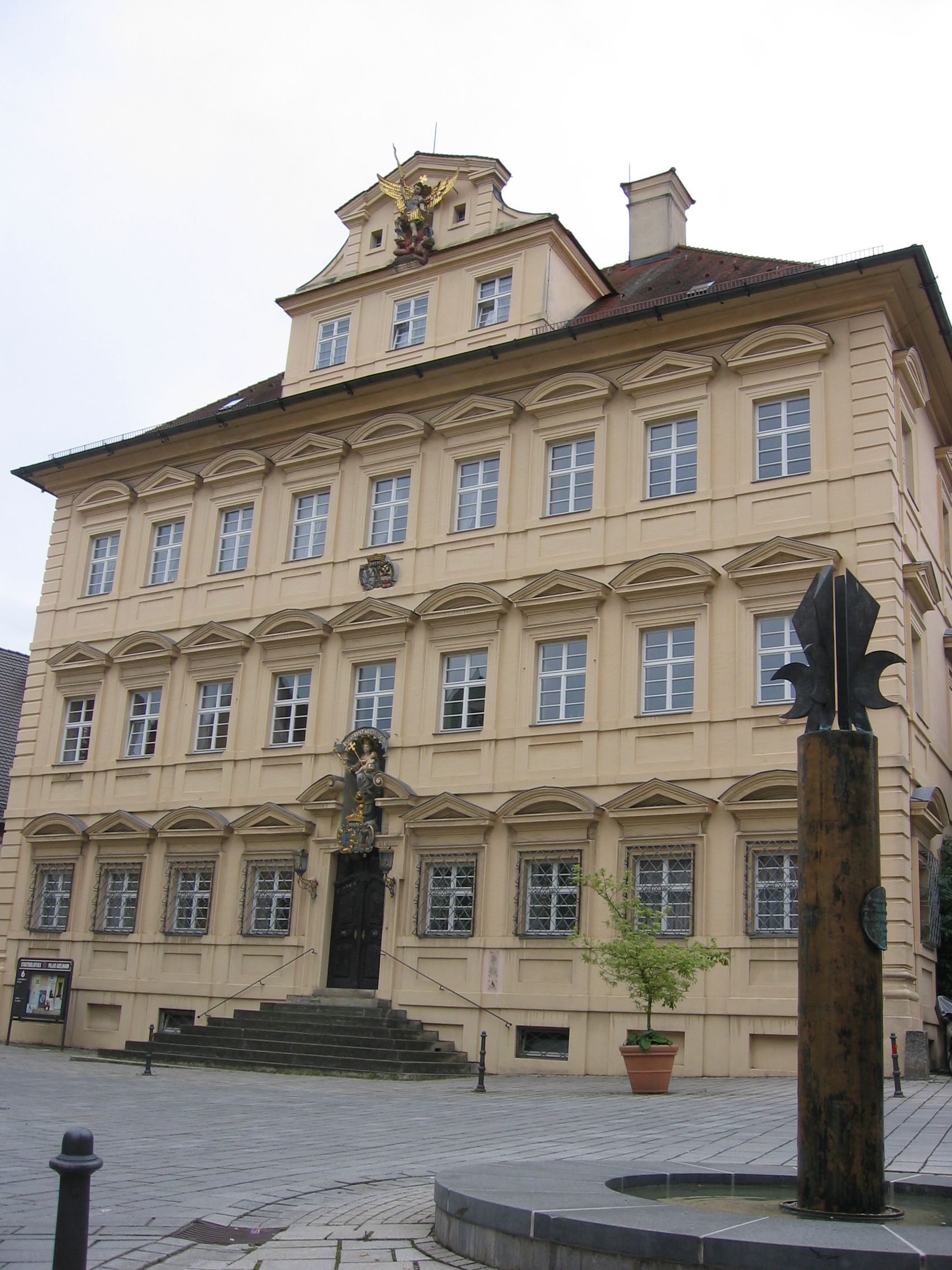
Palais Adelmann in Ellwangen

Johann Christoph Adelmann von Adelmannsfelden (1640–1687) war Fürstpropst der Fürstpropstei Ellwangen. Am 14. Februar 1680 wurde er in den Reichsfreiherrenstand erhoben. Sein Bruder Wilhelm († 1722) brachte 1675 das Erbmarschallsamt der gefürsteten Propstei Ellwangen und 1680 auch den erblichen Reichsfreiherrenstand an das Geschlecht. 1688 ließ er sich das Palais Adelmann in der Oberen Straße Nr. 6 in Ellwangen als ersten Barockbau der Stadt errichten. Zweimal verwitwet, trat er in den geistlichen Stand und übergab seine Güter und Besitzungen seinem einzigen Sohn Philipp Anton Rudolph Freiherr Adelmann von Adelmannsfelden. Dessen Sohn Joseph Anselm Adelmann von Adelmannsfelden (1728–1805) erlangte 1790 den Reichsgrafenstand. Er hinterließ drei Söhne.
Rudolf Graf Adelmann von Adelmannsfelden (1850–1900), Mitherr des Fideikommiss Hohenstadt und Fideikommissherr auf Adelmannsfelden sowie königlich württembergischer Kammerherr, erhielt am 25. April 1890 die Erlaubnis zur Führung des Prädikates von und zu durch Reskript, nachdem er seinem Bruder Graf Alfred Adelmann von Adelmannsfelden 1884 das von diesem zwei Jahre zuvor zurückgekaufte Stammschloss Adelmannsfelden abgekauft hatte. Rudolf trat 1888 zum evangelischen Glauben über. Der Stammsitz Adelmannsfelden wird heute von Martin Graf Adelmann von und zu Adelmannsfelden (* 1942), einem geborenen Freiherrn von Franz aus österreichisch-evangelischem Adel, bewohnt, der von seinem Großonkel adoptiert wurde.

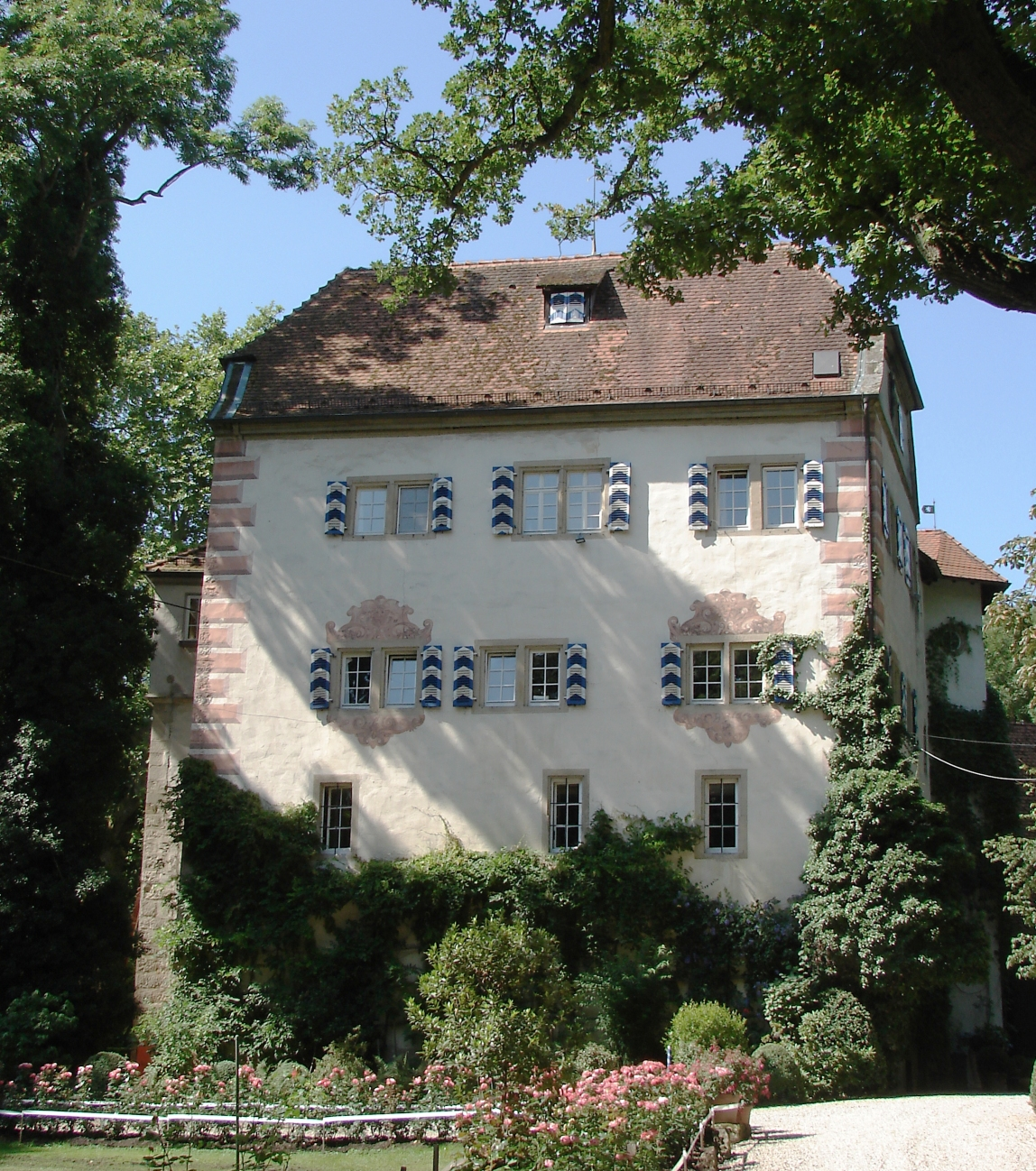
Burg Schaubeck

Das 1856 durch die Heirat mit einer von Chlingensperg erworbene „Adelmannschloss“ in Landshut wurde vom Zweig Hohenstadt 1935 wieder verkauft.

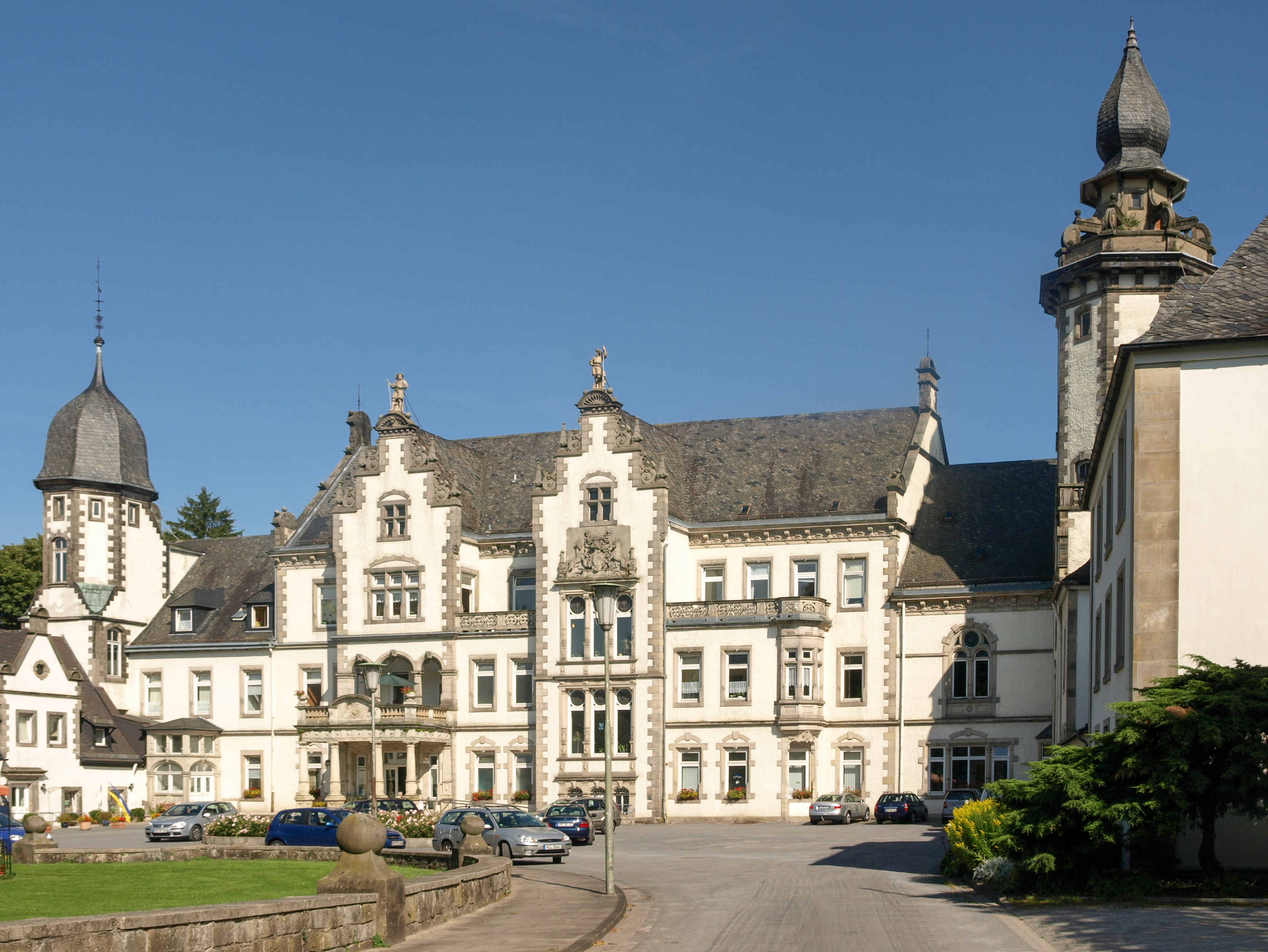
Schloss Hasperde

Seit 1914 bewirtschaftet ein weiterer Zweig das von der Familie von Brusselle-Schaubeck geerbte Weingut Graf Adelmann auf Burg Schaubeck. Ein Seitenzweig aus Hohenstadt erbte von den Freiherren von Hake das niedersächsische Rittergut Hasperde.
Bedeutende Vertreter der Familie aus jüngster Zeit waren Raban Graf Adelmann (1912–1992), deutscher Politiker (CDU), Mitglied des Bundestages und der katholische Theologe und Schriftsteller Josef Anselm Graf Adelmann von Adelmannsfelden (1924–2003).

### Standeserhebungen
Wilhelm Adelmann von Adelmannsfelden († 1722) wurde, durch Aufnahme in den alten Herrenstand, am 14. Februar 1680 zu Prag von Kaiser Leopold I. in den Reichsfreiherrenstand mit der Anrede Wohlgeboren erhoben.
Joseph Anselm Adelmann von Adelmannsfelden (1728–1805), herzoglich-württembergischer Geheimrat, Schirmvogt des Reichsstifts Ellwangen und Ritterhauptmann des Ritterkantons Kocher, wurde am 22. September 1790 von Kurfürst und Reichsvikar Karl Theodor von Pfalz-Bayern in den Reichsgrafenstand erhoben.

## Wappen

### Stammwappen
Das Stammwappen zeigt in Silber einen rotbekrönten und rotbewehrten blauen Löwen. Auf dem Helm ist die untere Seite eines goldenen Siebes, dessen Einfassung im Abschnitt mit je einem schwarzen Hahnenfederbusch besteckt ist. Die Helmdecken sind blau-silbern.

### Reichsgrafenwappen
Das reichsgräfliche Wappen, verliehen 1790, ist geviert mit goldenen Schildrand. 1 und 4 das Stammwappen, 2 und 3 in Schwarz ein rundes goldenes Sieb. Das Wappen hat zwei Helme, auf dem rechten mit blau-silbernen Decken der Löwe wachsend, auf dem linken mit schwarz-goldenen Decken ein nach oben geöffnetes halbes rundes goldenes Sieb, außen besteckt mit drei schwarzen Straußenfedern.

### Historische Wappenabbildungen

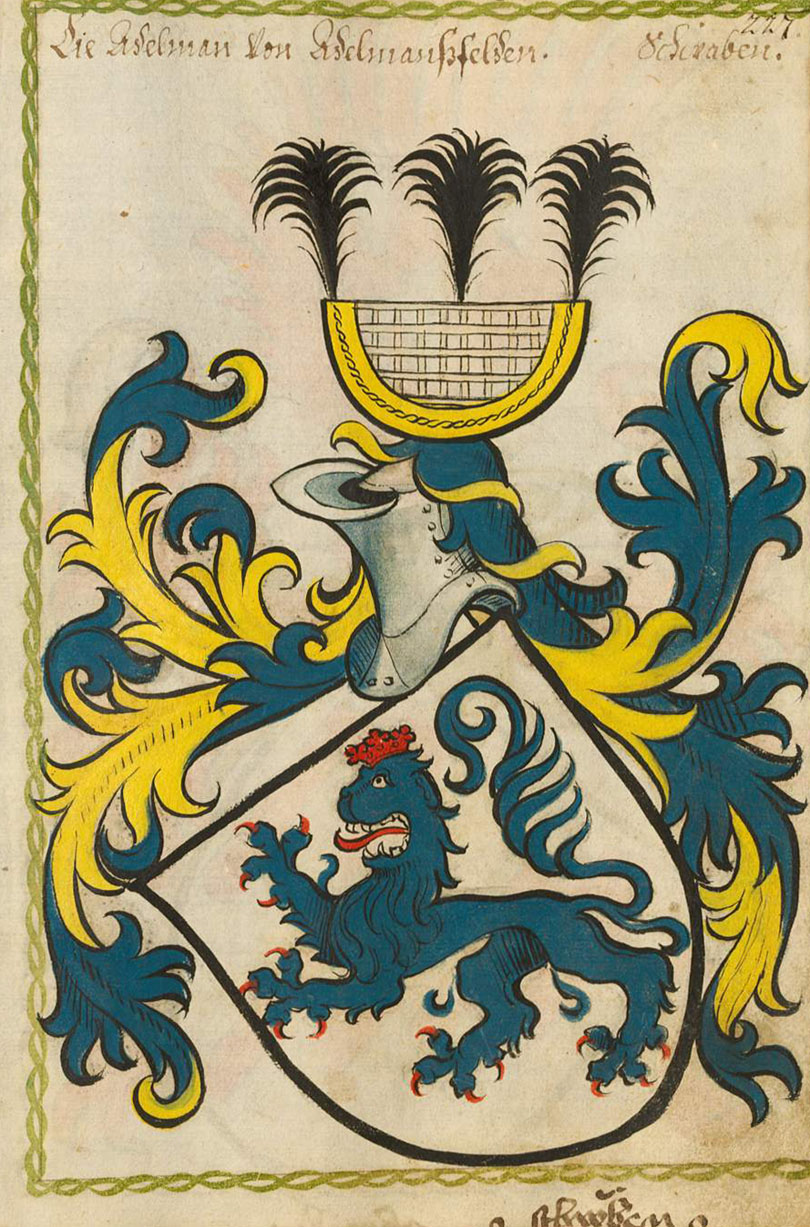
Wappen aus dem Scheiblerschen Wappenbuch (um 1450)
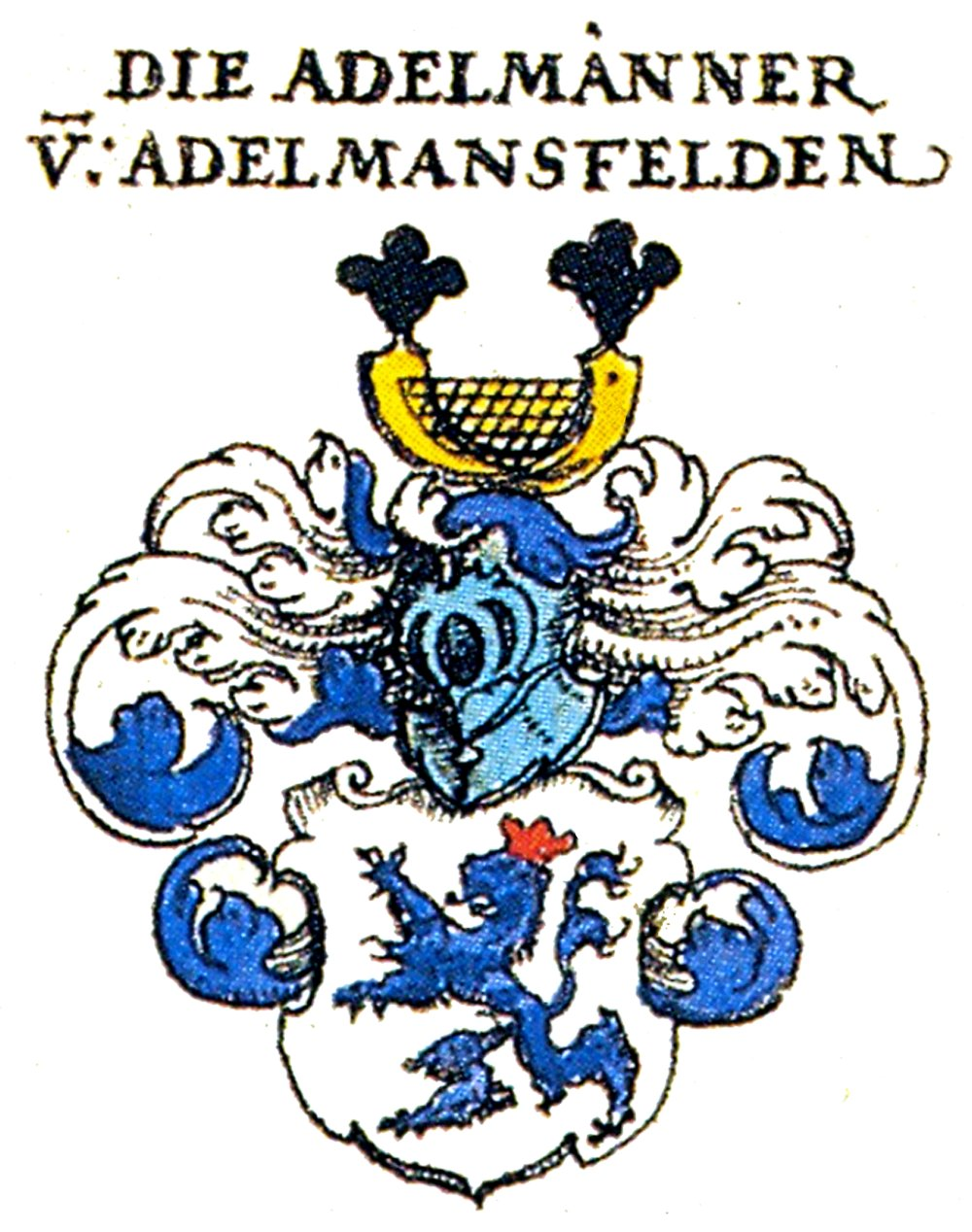
Wappen nach Siebmacher (1605)
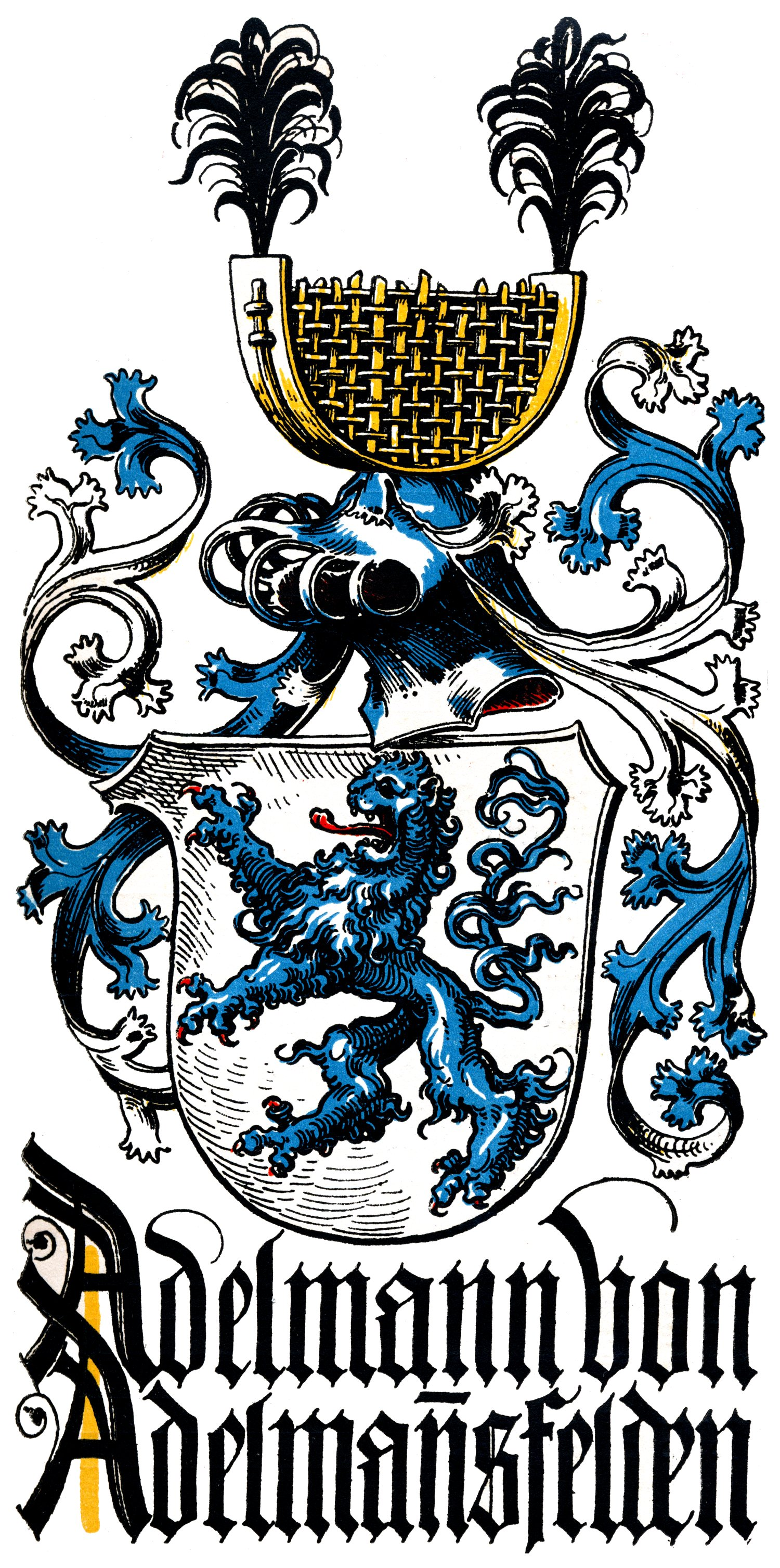
Wappengrafik von Otto Hupp im Münchener Kalender von 1901
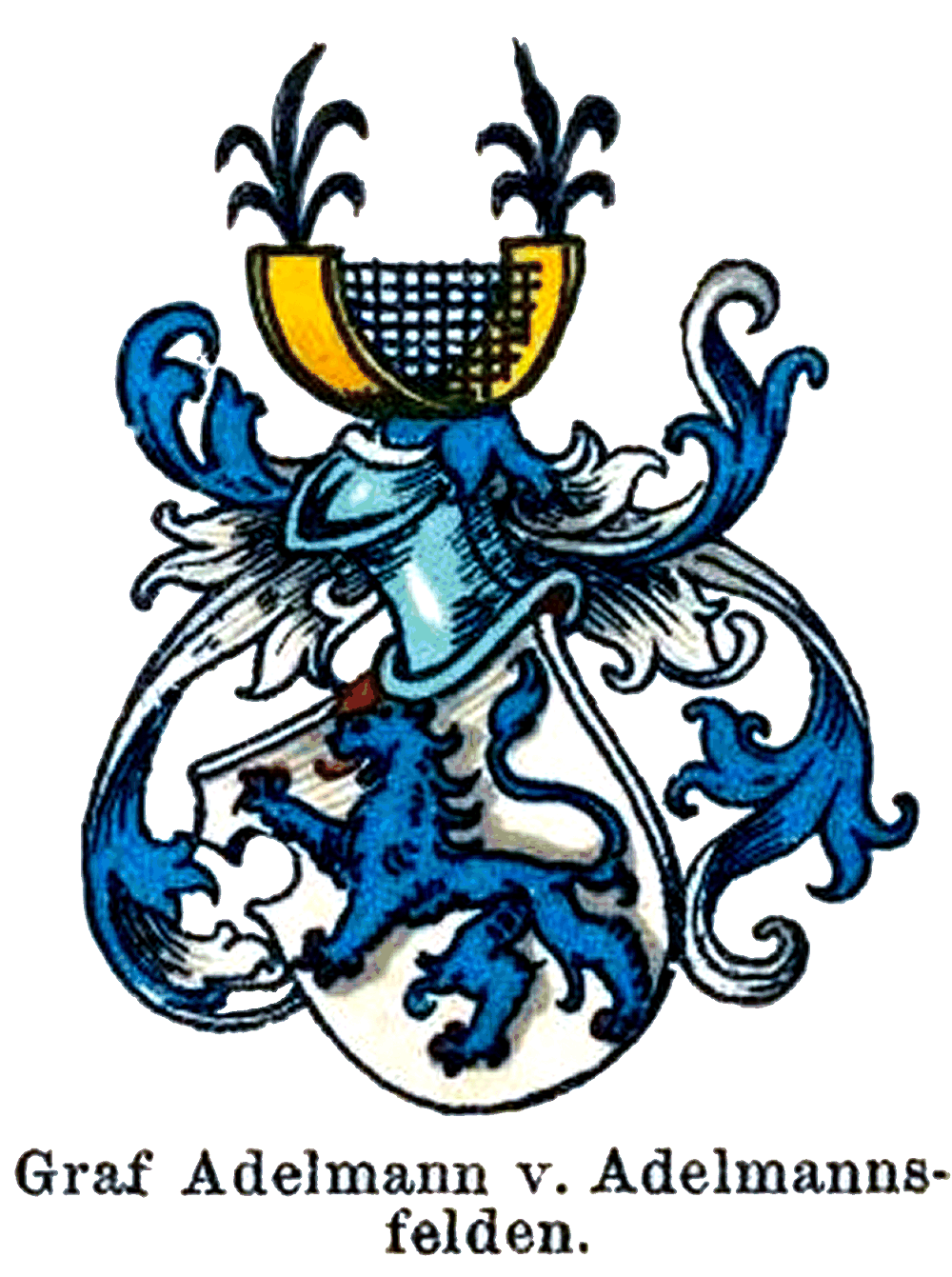
Wappen von Adolf Matthias Hildebrandt ca. 1920
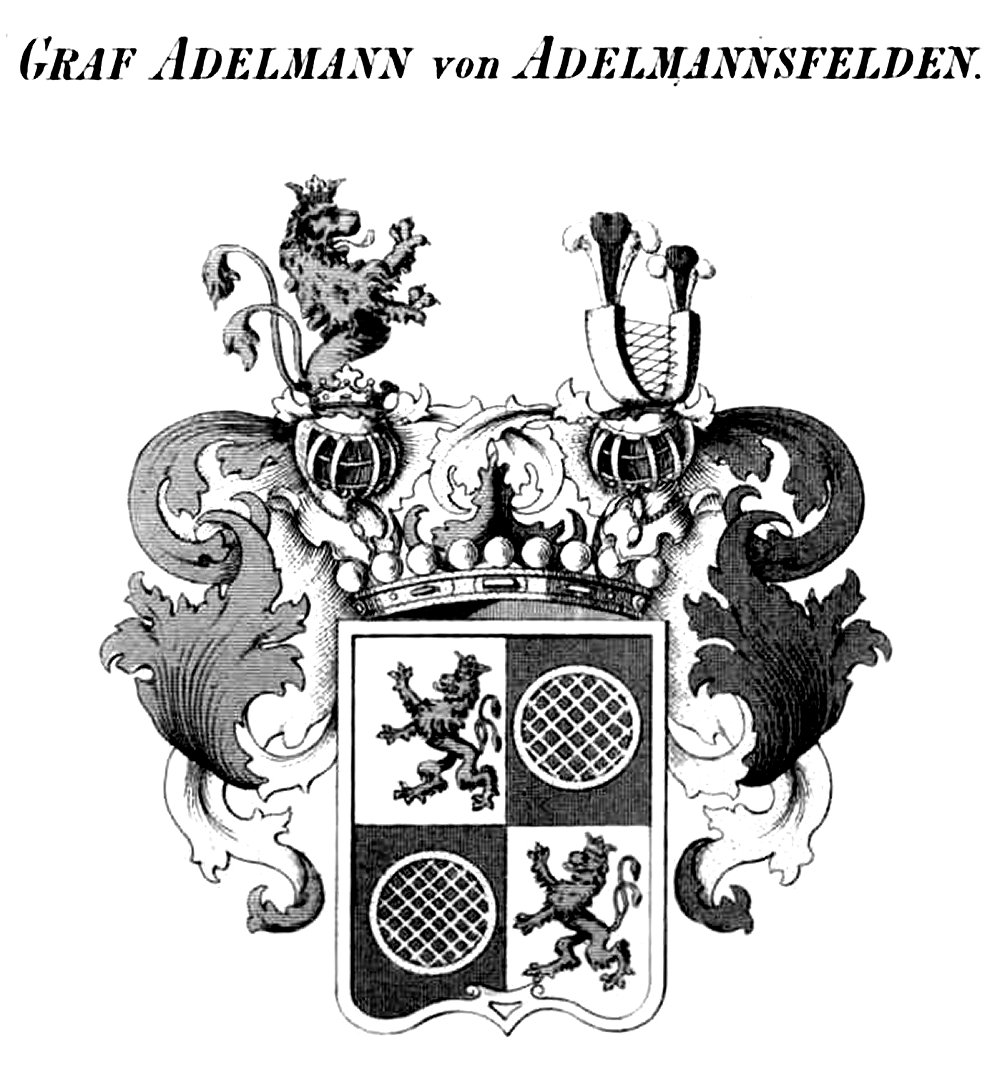
Reichsgrafenwappen (1844)
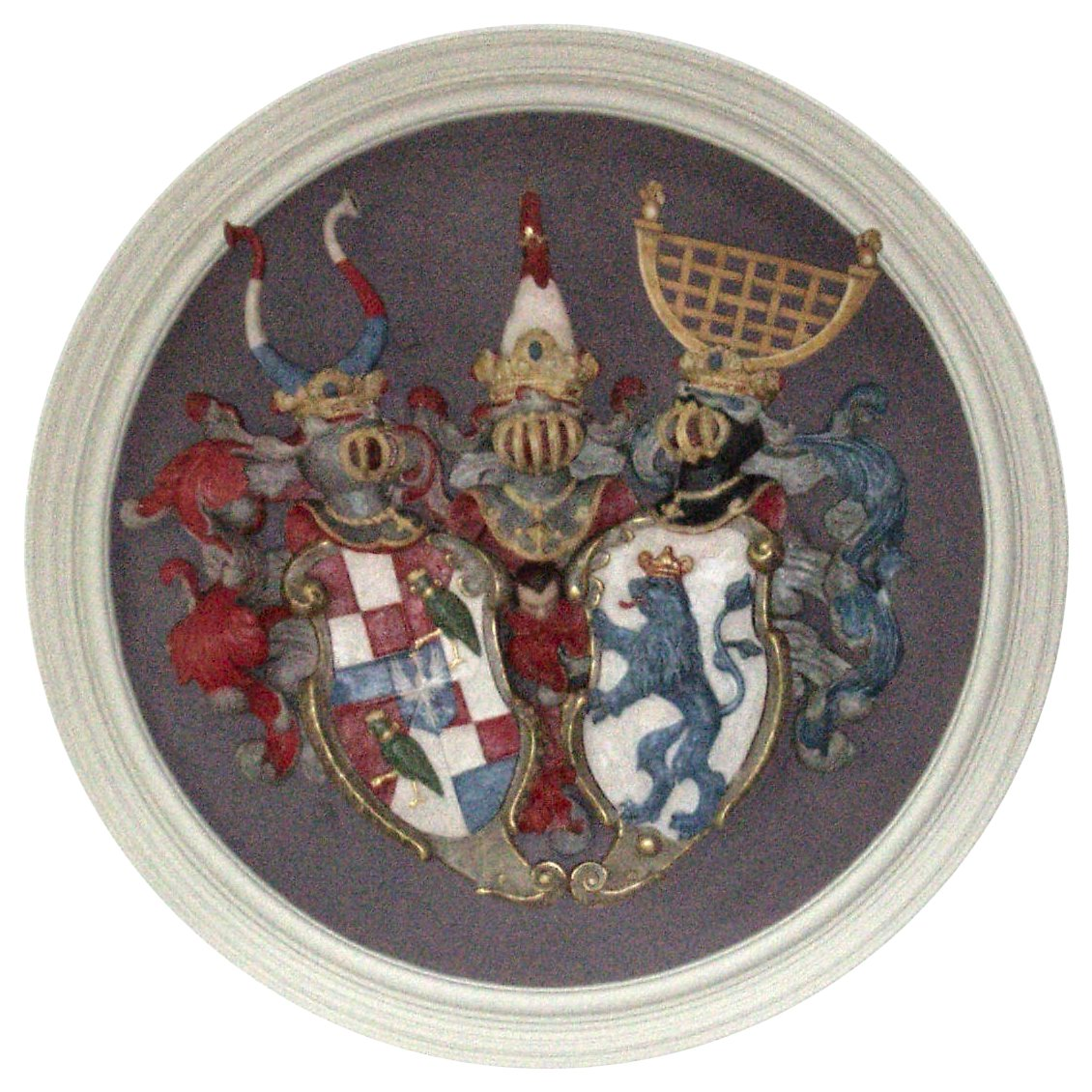
Allianzwappen Degenfeld / Adelmann

## Namensträger
- Johann Adelmann von Adelmannsfelden (1454–1515), Deutschmeister des Deutschen Ordens von 1510 bis 1515
- Bernhard Adelmann von Adelmannsfelden (1457–1523), deutscher Humanist
- Konrad Adelmann von Adelmannsfelden (1462–1547), Domherr zu Augsburg
- Caspar Adelmann von Adelmannsfelden (Adelman de Adelmannsfelden, 1464–1541), Domherr und Domkustos in Eichstätt
- Johann Christoph IV. Adelmann von Adelmannsfelden (1640–1687), Fürstpropst der Fürstpropstei Ellwangen
- Franz Xaver Adelmann von Adelmannsfelden (1721–1787), Weihbischof in Augsburg
- Joseph Anselm Adelmann von Adelmannsfelden (1728–1805), Ritterhauptmann des Kantons Kocher der Reichsritterschaft
- Clemens Wenzeslaus Graf Adelmann von Adelmannsfelden (1771–1826), Mitglied des württembergischen Landtages von 1820 bis 1824
- Sigmund Clemens Philipp Graf Adelmann von Adelmannsfelden (1809–1864), Mitglied des württembergischen Landtages 1848–1849 und 1851–1861
- Alfred Adelmann von Adelmannsfelden (1848–1887), Offizier und Schriftsteller
- Heinrich Adelmann von Adelmannsfelden (1848–1920), Rittergutsbesitzer, Reichstagsabgeordneter
- Rudolf Adelmann von Adelmannsfelden (1850–1900), Rittergutsbesitzer, Landtagsabgeordneter
- Gustav Adelmann von Adelmannsfelden (1858–1938), württembergischer Kammerherr und Rittergutsbesitzer sowie bayerischer Rittmeister
- Sigmund Maria Graf Adelmann von Adelmannsfelden (1876–1926), preußischer Regierungspräsident in Köln
- Raban Adelmann von Adelmannsfelden (1877–1935), Ministerialbeamter und Diplomat
- Sofie Marie Gräfin Adelmann (1905–1993), deutsche Politikerin (CDU), Mitglied des Abgeordnetenhauses von Berlin
- Raban Adelmann (1912–1992), deutscher Politiker (CDU) und Mitglied des Bundestages
- Georg Sigmund Graf Adelmann von Adelmannsfelden (1913–1991), Präsident des Landesamtes für Denkmalpflege Baden-Württemberg
- Josef Anselm Graf Adelmann von Adelmannsfelden (1924–2003), katholischer Theologe, Rundfunkbeauftragter und Schriftsteller
- Rainer René Graf Adelmann von Adelmannsfelden (* 1948), deutscher Rechtsanwalt
- Quirin Gabriel Nikolaus Graf Adelmann von Adelmannsfelden (* 1975), deutscher Jurist, Unternehmer und Autor